# ダシュゴンビン・バトトルガ
ダシュゴンビン・バトトルガ（Dashgombyn Battulga、 1966年3月4日- ）は、モンゴルの柔道選手。階級は60kg級。

## 人物
1988年の世界学生60kg級で3位になった。1989年の世界選手権では銅メダルを獲得した。1990年のグッドウィルゲームズで2位になると、アジア競技大会では3位になった。1992年のバルセロナオリンピックでは7位だった。1994年のアジア大会では3位になった。

## 主な戦績
- 1988年 - 世界学生　3位
- 1989年 - 世界選手権　3位
- 1990年 - グッドウィルゲームズ　2位
- 1990年 - アジア競技大会　3位
- 1990年 - 嘉納杯　2位
- 1991年 - アジア選手権　3位
- 1992年 - バルセロナオリンピック　7位
- 1994年 - アジア大会　3位